# Hertogdom Luxemburg
Het hertogdom Luxemburg ontstond toen het graafschap Luxemburg in 1354 verheven werd tot hertogdom.

## Beginperiode van het hertogdom
In 1354 werd Luxemburg een hertogdom en in 1364 werd het graafschap Chiny aan de Semois bijgekocht.
Latere opvolgers van Jan de Blinde gingen zich zo zeer op Bohemen richten, dat tienmaal groter en volkrijker was dan het hertogdom Luxemburg, dat zij Luxemburg gingen verwaarlozen en verpanden. In 1383 stierf de tak van de familie waaraan het hertogdom verpacht was uit en erfden de Bourgondiërs het hertogdom, maar de lokale adel aanvaardde dat niet en kwam in opstand ten gunste van een zijtak van de Luxemburgse dynastie. De laatste hertogin van deze zijtak, Elisabeth van Görlitz verbond zich (echtelijk) met het huis Bourgondië en zo werd het hertogdom in 1451 een der gewesten van de Bourgondische Nederlanden.
In oppervlak was het een van de grootste gewesten dat behalve het huidige Groothertogdom Luxemburg en de gelijknamige Belgische provincie ook bepaalde gebieden in de Eifel omvatte, zoals het gebied rond Bitburg. Het merendeel daarvan werd echter door de schaarsbevolkte Ardennen gevormd. Het hertogdom was daarmee meer strategisch dan economisch van belang.  Het hertogdom Bouillon, dat nu bij de Belgische provincie Luxemburg hoort, bleef al die tijd onder de voogdij van het prinsbisdom Luik.

## Habsburgse tijd
Het hertogdom Luxemburg kwam in 1482 door de dood van Maria van Bourgondië in handen van het Huis Habsburg. Door de Pragmatieke Sanctie in 1549 maakte het voortaan deel uit van de Habsburgse Nederlanden.
In tegenstelling tot bijna alle andere gewesten waren er in Luxemburg betrekkelijk weinig calvinisten. Luxemburg bleef de Beeldenstorm dan ook bespaard. Gedurende de gehele Tachtigjarige Oorlog bleef het gewest Spaans- of koningsgezind. Zo werd de Pacificatie van Gent niet door het hertogdom getekend. Luxemburg bleef een uiterst handig steunpunt voor het Spaanse leger, vooral in de jaren 1576-1579. In 1593 vielen de hertog van Bouillon en de Staatse legeraanvoerder Filips van Nassau Luxemburg binnen, maar Peter Ernst I van Mansfeld kon bezetting van het gebied voorkomen. Wel moesten enkele dorpen tijdens de veldtocht van Filips brandschatting betalen, om plundering te voorkomen. Bij de Vrede van Münster werd het vanzelfsprekend ingedeeld bij de Spaanse Nederlanden. In 1659 gingen de Zuid-Luxemburgse steden Diedenhoven, Yvoy en Montmédy verloren aan Frankrijk met de vrede van de Pyreneeën, dit gebied staat ook wel bekend als Frans-Luxemburg.
Tijdens het Anjouaanse bewind in de Spaanse Successieoorlog bleef Luxemburg officieel Spaans doch feitelijk Frans-Beiers. Luxemburg werd kort soeverein bestuurd (1711-1714) door Maximiliaan II Emanuel van Beieren. Nadien werd Luxemburg deel van de Oostenrijkse Nederlanden.
Bij de Brabantse Omwenteling in 1790 bleef Luxemburg opnieuw afzijdig.
In 1795 wordt Luxemburg ruim 20 jaar bezet door het revolutionaire, Napoleontische Frankrijk. Het krijgt de naam Wouden (Forêts in het Frans).